# IK Nobel
IK Nobel var en fotbollsförening från Malmö. Föreningen grundades 1934. 

## Seriespel
| År        | Serie                    |
| --------- | ------------------------ |
| 1937      | Vellinge Reservlagsserie |
| 1937-1938 | Malmöserien Division 1   |